# Judenspiegel (1508)
Der Judenspiegel ist eine polemische Schrift, die 1507 von dem zum Christentum konvertierten Johannes Pfefferkorn geschrieben wurde. Sie gilt als seine erste und vergleichsweise noch gemäßigte Schrift, da er zumindest im ersten Teil noch bemüht zu sein scheint, die Juden freundlich zur Konversion zu bewegen. Im zweiten Teil fordert er allerdings die Fürsten und Herren auf, den Juden ihre Bücher zu nehmen mit Ausnahme der Heiligen Schrift. Bereits 1509 gelingt es Pfefferkorn u. a. mit Unterstützung der Kölner Dominikaner Kaiser Maximilian zu einem Mandat zu bewegen, das zur Beschlagnahmung der jüdischen Schriften bevollmächtigt. Johannes Reuchlin wird in dem sich daraus entzündenden Streit zum entscheidenden Gegner dieses Vorhabens und Pfefferkorns, insbesondere mit seiner Schrift Augenspiegel.

## Übersicht
Schon in der Einleitung des Judenspiegels macht Pfefferkorn klar deutlich, dass er das Christentum völlig als seine Religion angenommen hat, indem er sein Werk Gott, Jesus und Maria, der Mutter Gottes, widmet. Er erklärt, dass er es vor allem schreibt, um andere Juden zu der – seiner Meinung nach – einzig wahren Kirche zu führen und bittet sie deshalb um aufmerksames Lesen.
Er teilt seine Schrift in drei Teile ein: Im ersten möchte er nachweisen, dass das Leben Jesu Christi bereits in der Hebräischen Bibel vorausgesagt wird, im zweiten rät er allen Christen, insbesondere aber Fürsten, wie sie Juden am effektivsten bekehren können und im dritten prangert er das schlechte Verhalten einiger Christen an.

## Christus in der Hebräischen Bibel
Im ersten Teil gibt er einige Gründe an, die die Juden von der Konversion abhalten und entkräftet diese mit der Hebräischen Bibel. 
Der erste Grund ist die Ablehnung der Evangelien durch einige Juden. Darauf reagiert er, indem er versucht nachzuweisen, dass Jesus bereits in der Hebräischen Bibel als Messias angekündigt wurde.
Zweitens versucht er die Meinung auszuräumen, Jesus sei zwar durch Gott gesandt, jedoch nicht selbst göttlich.
Eine für ihn weitere wichtige Tatsache ist die Jungfrauenschaft Marias, als sie Jesus empfing, die ebenfalls von einigen Juden geleugnet wird.
Außerdem möchte er beweisen, dass der Messias in der Gestalt Christi bereits gekommen sei und die Juden nicht weiter warten müssten.
In einem weiteren Abschnitt lobt er den Glauben der Juden, beanstandet jedoch, dass sie falsch glauben, nämlich – wie auch die Moslems – an einen einzigen Gott und nicht an die Dreifaltigkeit. Auch hier bemüht er sich, das Auftreten des dreifaltigen Gottes in der Hebräischen Bibel nachzuweisen.
Dem Vorwurf, die Verehrung des Kreuzes sei nichts weiter als Bilderverehrung und Götzendienst, begegnet er mit dem Argument, dass das Kreuz nicht angebetet werde, sondern nur Erinnerung an den Tod Christi sei.
Was einige Juden nach der Meinung Pfefferkorns außerdem stört ist die Eucharistie. Deshalb weist er sie darauf hin, dass dieses Ritual in der Hebräischen Bibel ebenfalls bereits symbolisch angekündigt wird.
Sodann kritisiert er die Einstellung, sich nur von der Bekehrung abhalten zu lassen, weil andere Christen sich nicht ihrem Glauben entsprechend benehmen. Er meint, es gebe in jedem Bereich schlechte Vorbilder und man solle sich lieber auf die guten konzentrieren.
Weiter geht er auf die Ablehnung der Auferstehung Christi ein und zeigt, dass es bereits einige Hinweise auf dieselbe in der Hebräischen Bibel gibt.
Er schließt diesen Abschnitt mit einer eindringlichen Bitte an die Juden über seine Schrift nachzudenken und weist sie noch einmal darauf hin, dass der Messias bereits da gewesen sei und seitdem auch kein König mehr in Israel herrschte und der Opferkult aufgehört habe, was er als weitere Indizien für den Umstand sieht, dass Christus der Messias sei.
Er bedauert, dass er selbst einst nicht an Christus geglaubt hat und viele böse Werke getan hat, dass bereits viele Juden verloren gegangen sind, indem sie in ihrem Unglauben starben, ohne Buße getan zu haben, und dass es immer noch so viele gibt, die sich nicht zum seiner Meinung nach einzig wahren und rettenden Glauben bekehren wollen. Jedoch gibt es für ihn im Gegenzug auch Grund zur Freude: Er ist Gott sehr dankbar, dass er die Gnade empfangen hat, sich bekehren zu können, er ist dankbar für den stellvertretenden Sühnetod Christi am Kreuz und dass er dadurch vor der Hölle gerettet wurde.

## An die Fürsten
Im zweiten Teil seiner Schrift wendet Pfefferkorn sich nun an die Obrigkeit und zählt ihnen drei Hauptgründe auf, warum Juden sich nicht zum Christentum bekehren.
Der erste sei ihr Reichtum. Die Fürsten, so meint Pfefferkorn, ließen den Juden hier viel zu große Freiheiten, sodass diese immense Mengen von Gütern und Geld anhäufen könnten, indem sie ihre eigenen Seelen und die anderer verkaufen, die Christen aussaugen und Wucher treiben, anstatt ehrlich zu arbeiten. Da sie zu sehr an ihrem so angehäuften Reichtum hängen, haben sie Angst ihn zu verlieren, wenn sie sich bekehren, schon allein, weil sie dann nicht mehr ihren unehrlichen Geschäften nachgehen könnten. Pfefferkorn fordert die Fürsten deshalb auf, den Wucher abzuschaffen, die Juden zu ehrlicher Arbeit zu zwingen oder ganz zu vertreiben. Nur so könne man sie auf den richtigen Weg bringen.
Ein weiterer Hinderungsgrund ist seiner Meinung nach, dass die Juden nicht die Möglichkeit haben, das Evangelium zu hören. Man müsse ihnen deshalb den Zugang zu Kirchen erlauben und sie dann auch dazu zwingen, diese zu besuchen. Er vergleicht die Juden hier mit einem Kind, das ein Geschwür hat. Das Öffnen tut zwar weh und das Kind wehrt sich dagegen. Wenn das Geschwür jedoch geöffnet ist, so fühlt sich das Kind viel besser und ist dankbar. Ebenso würden auch die Juden dankbar sein, würde man sie zu ihrem Glück zwingen.
Der dritte Grund, der Juden an der Konversion hindere, seien ihre heiligen Schriften. Diese brächten die Juden auf den falschen Weg, dem diese unwillkürlich folgen. Deshalb müsse man ihnen diese Bücher wegnehmen, notfalls auch mit Gewalt. Dem Einwand, die Entwendung mit Gewalt sei schlecht, begegnet er mit dem Argument, dass dieses kleine Übel ja ein viel größeres verhindere und deshalb gerechtfertigt sei.
Außerdem bemüht er sich hier, ein Vorurteil gegenüber den Juden abzuschaffen. Er sagt, es sei nicht wahr, dass die Juden das Blut von Christen nutzen, um ihre Riten zu vollziehen, gibt jedoch insofern nach, als er bemerkt, dass einige Juden trotzdem aus Hass auf die Christen morden würden, auch wenn das eine Ausnahme sei.
Er beschreibt dann, wie es wäre, wenn Juden zu Christen würden: Ihr Glaube und ihre Beziehung zu Jesus seien dann ungleich tiefer, denn eine Freundschaft sei immer tiefer, wenn aus Hassern Freunde würden. Als Beispiel führt er den Apostel Paulus an, der vor seiner Bekehrung zum Christentum die Christen verfolgte und danach einer der wichtigsten Gestalten für den Aufbau der christlichen Kirche wurde. Außerdem meint er, dass die Juden sich über die Erfüllung ihrer Messiasprophezeiung freuen würden, darüber, dass der Messias aus dem eigenen Volk stammt, sie endlich anders als ihre Vorfahren den „richtigen“ Glauben gefunden hätten und allein schon aus Angst vor der Strafe, die auf der Rückkonversion steht, nicht zum Judentum zurückkehren würden.
Deshalb bittet er die christlichen Leser jüdische Konvertiten freundlich aufzunehmen.

## Kritik an den Christen
Im letzten Teil seines Werks kritisiert er das unangebrachte Verhalten einiger Christen: Sie achteten die Autoritäten nicht mehr, führten Krieg gegen andere Christen, vernachlässigten die Witwen und Waisen und benähmen sich auch sonst nicht dem Wort Gottes gemäß. Er droht ihnen die Strafe Gottes an, fordert sie auf nicht mehr gegen andere Christen, sondern gegen Heiden zu kämpfen und spricht ihnen die Hilfe Gottes zu. Er nimmt hierfür ein Beispiel aus der Hebräischen Bibel: Abraham habe es auch mit Gottes Hilfe geschafft mit 318 Mann fünf Könige samt ihren Heeren zu schlagen. Und da die Christen den Status des Volkes Israel übernommen hätten und damit auch die Verheißungen geerbt hätten und sich zusätzlich noch auf die Hilfe Marias verlassen könnten, sollte es für sie eigentlich kein Problem sein, gegen die Heiden zu kämpfen und Jerusalem zurückzuerobern.
Zum Schluss bittet er alle Leser um Gewogenheit und nicht allzu große Kritik, da er selbst ja schließlich auch nur ein fehlbarer Mensch sei.